# Panorpa klapperichi
Panorpa klapperichi är en näbbsländeart som beskrevs av Bo Tjeder 1951. Panorpa klapperichi ingår i släktet Panorpa och familjen skorpionsländor. Inga underarter finns listade i Catalogue of Life.